# Championnats de Hong Kong de cyclisme sur route
Les championnats de Hong Kong de cyclisme sur route sont organisés périodiquement depuis 1999, avec la participation de coureurs étrangers.

## Hommes

### Podiums de la course en ligne
| Année     | Vainqueur           | Deuxième            | Troisième          |
| --------- | ------------------- | ------------------- | ------------------ |
| 1999      | Wong Kam-po         | Leung Chi-hang      | Ho Siu-lun         |
| 2000      | Wong Kam-po         | Ho Siu-lun          | Wong Ngai-ching    |
| 2001      | Kan Koon-hang       | Cheng Cheuk-chun    | Chung Yuet-shan    |
| 2002      | Kan Koon-hang       | Wei Chan-wang       | Hung Chung-yam     |
| 2004      | Chiu Siu-jun        | Lam Kai-tsun        | Tam Ysun-ming      |
| 2006      | Zhang Jing-wei      | Huang Jin-bao       | Zheng Hong-ye      |
| 2007      | Wu Kin-san          | Cheung King-wai     | Lam Kai-tsun       |
| 2010      | Tang Wang-yip       | Chau Dor-ming       | Yeung Ying-hon     |
| 2011      | Choi Ki-ho          | Yeung Ying-hon      | Wong Kam-po        |
| 2012      | Kwok Ho-ting        | Cheung King-wai     | Choi Ki-ho         |
| 2013      | Cheung King-wai     | Ho Burr             | Cheung King-lok    |
| 2014      | Cheung King-lok     | Yeung Ying-hon      | Cheung King-wai    |
| 2015      | Ko Siu-wai          | Leung Chun-wing     | Ho Burr            |
| 2016      | Cheung King-lok     | Mow Ching-yin       | Ho Burr            |
| 2017      | Leung Chun-wing     | Ko Siu Wai          | Ho Burr            |
| 2018      | Ko Siu-wai          | Vincent Lau Wan-yau | Ho Burr            |
| 2019      | Cheung King-lok     | Fung Ka-hoo         | Leung Ka-yu        |
| 2020-2021 | Pas organisé        | Pas organisé        | Pas organisé       |
| 2022      | Vincent Lau Wan-yau | Ng Pak-hang         | Cheng Wang-hin     |
| 2023      | Ng Pak-hang         | Mow Ching-yin       | Lo Chun-kit        |
| 2024      | Mow Ching-yin       | Ng Sum-lui          | Victor Lau Wan-hei |
| 2025      | Ng Pak-hang         | Mow Ching-yin       | Liang King-hung    |

Multi-titrés
- 3 : Cheung King-lok
- 2 : Wong Kam-po, Kan Koon-hang, Ko Siu-wai, Ng Pak-hang

### Podiums du contre-la-montre
| Année     | Vainqueur           | Deuxième            | Troisième           |
| --------- | ------------------- | ------------------- | ------------------- |
| 1999      | Wong Kam Po         | Wong Kin-chung      | Ip Kwan-long        |
| 2000      | Tsoi Chun-ming      | Chung Yuet-shan     | Chiu Siu-jun        |
| 2001      | Ho Siu-lun          | Leung Chi-yin       | Chung Yuet-shan     |
| 2002      | Chiu Siu-jun        | Chung Yuet-shan     | Wei Chan-wang       |
| 2007      | Tang Wang-yip       | Chan Chun-hing      | Cheung King-wai     |
| 2013      | Choi Ki-ho          | Cheung King-lok     | Kwok Ho-ting        |
| 2014      | Cheung King-lok     | Cheung King-wai     | Yeung Ying-hon      |
| 2015      | Cheung King-lok     | Leung Chun-wing     | Ho Burr             |
| 2016      | Cheung King-lok     | Fung Ka-hoo         | Mow Ching-yin       |
| 2017      | Fung Ka-hoo         | Leung Chun-wing     | Mow Ching-yin       |
| 2018      | Ho Burr             | Ko Siu-wai          | Vincent Lau Wan-yau |
| 2019      | Fung Ka-hoo         | Leung Chun-wing     | Leung Ka-yu         |
| 2020-2021 | Pas organisé        | Pas organisé        | Pas organisé        |
| 2022      | Vincent Lau Wan-yau | Ko Siu-wai          | Ng Pak-hang         |
| 2023      | Vincent Lau Wan-yau | Ng Sum-lui          | Ng Pak-hang         |
| 2024      | Vincent Lau Wan-yau | Chu Tsun-wai        | Ng Sum-lui          |
| 2025      | Chu Tsun-wai        | Vincent Lau Wan-yau | Ng Sum-lui          |

Multi-titrés
- 3 : Cheung King-lok, Vincent Lau Wan-yau
- 2 : Fung Ka-hoo

## Femmes

### Podiums de la course en ligne
| Année | Vainqueur              | Deuxième                 | Troisième      |
| ----- | ---------------------- | ------------------------ | -------------- |
| 1999  | Alexandra Yeung Ka Wah |                          |                |
| 2000  | Alexandra Yeung Ka Wah |                          |                |
| 2010  | Sau Yee Ho             | Pui Sze Lee              |                |
| 2011  | Jamie Wong             | Leung Bo Yee             | Meng Zhao Juan |
| 2012  | Jamie Wong             | Leung Bo Yee             | Sau Yee Ho     |
| 2013  | Jamie Wong             | Yang Qianyu              | Meng Zhao Juan |
| 2014  | Meng Zhao Juan         | Yang Qianyu              | Leung Bo Yee   |
| 2015  | Meng Zhao Juan         | Yang Qianyu              | Pang Yao       |
| 2016  | Meng Zhao Juan         | Yang Qianyu              | Leung Bo Yee   |
| 2017  | Yang Qianyu            | Pang Yao                 | Wing Yee Leung |
| 2018  | Pang Yao               | Yang Qianyu              | Kit Yee Leung  |
| 2019  | Yang Qianyu            | Pang Yao                 | Wing Yee Leung |
| 2020  |                        |                          |                |
| 2021  |                        |                          |                |
| 2022  | Lam Kong               | Hiu Tung Tsang           | Kit Yee Leung  |
| 2023  |                        |                          |                |
| 2024  | Sze-wing Lee           | Li Tong Guardiola Cheung | Wing Yee Leung |

### Podiums du contre-la-montre
| Année | Vainqueur              | Deuxième      | Troisième      |
| ----- | ---------------------- | ------------- | -------------- |
| 1999  | Alexandra Yeung Ka Wah |               |                |
| 2007  | Jamie Wong             | Leung Bo Yee  | Oi Man Lau     |
| 2013  | Jamie Wong             | Leung Bo Yee  | Yang Qianyu    |
| 2014  | Jamie Wong             | Pang Yao      | Yang Qianyu    |
| 2015  | Pang Yao               | Yang Qianyu   | Leung Bo Yee   |
| 2016  | Yang Qianyu            | Leung Bo Yee  | Wing Yee Leung |
| 2017  | Pang Yao               | Leung Bo Yee  | Wing Yee Fung  |
| 2018  | Yang Qianyu            | Pang Yao      | Wing Yee Fung  |
| 2019  | Wing Yee Leung         | Yang Qianyu   | Pang Yao       |
| 2020  |                        |               |                |
| 2021  |                        |               |                |
| 2022  | Lam Kong               | Kit Yee Leung | Yin Yu Ma      |
| 2023  |                        |               |                |
| 2024  | Wing Yee Leung         | Sze-wing Lee  | Leung Bo Yee   |

## Espoirs Hommes

### Podiums de la course en ligne
| Année     | Vainqueur       | Deuxième           | Troisième         |
| --------- | --------------- | ------------------ | ----------------- |
| 2019      | Chan Kin-fung   | To Cheuk-hei       | Leo Yip           |
| 2020-2021 | Pas organisé    | Pas organisé       | Pas organisé      |
| 2022      | Wong Yik-nam    | Chan Ching-fung    | Yeung Ho-chun     |
| 2023      | Chan Ching-fung | Liang King-hung    | Wong Yik-nam      |
| 2024      | Ngai Chung-ki   | Jacob Lee Yan-chak | Aidan Chan Ga-jun |

### Podiums du contre-la-montre
| Année     | Vainqueur       | Deuxième        | Troisième          |
| --------- | --------------- | --------------- | ------------------ |
| 2014      | Leung Chun-wing | Ho Burr         | Wu Lok-chun        |
| 2017      | Fung Ka-hoo     | Mow Ching-yin   | Leung Ka-yu        |
| 2019      | Ng Pak-hang     | Leo Yip         | Chan Kin-fung      |
| 2020-2021 | Pas organisé    | Pas organisé    | Pas organisé       |
| 2022      | Chan Ching-fung | Wong Yik-nam    | Terry Ku           |
| 2023      | Chu Tsun-wai    | Chan Ching-fung | Joseph Lau         |
| 2024      | Lee Chin-long   | Joseph Lau      | Jacob Lee Yan-chak |
| 2025      | Wu Chun-yin     | Lee Chin-long   | Yau Ping-cheung    |

## Juniors Hommes

### Podiums de la course en ligne
| Année     | Vainqueur       | Deuxième      | Troisième          |
| --------- | --------------- | ------------- | ------------------ |
| 2016      | Pang Kai-hong   | Law Tsz-chun  | Chan Ling-tung     |
| 2017      | Chan Yik-ming   | To Cheunk-hei | Ho Kwun-hei        |
| 2018      | Hon Hi-kin      | Ho Kwun-hei   | Chu Tsun-wai       |
| 2019      | Yung Tsun-ho    | Ling Kwan-kit | Shum Kin-hang      |
| 2020-2021 | Pas organisé    | Pas organisé  | Pas organisé       |
| 2022      | Jacob Lee       | Kwok Chun-yan | Lee Chin-long      |
| 2023      | Yau Ping-cheung | Hui Ho-ting   | Cheung Shi-ho      |
| 2024      | Yip Hon-man     | Wu Chun-yin   | Jason Kam Tsz-shun |

### Podiums du contre-la-montre
| Année     | Vainqueur       | Deuxième       | Troisième      |
| --------- | --------------- | -------------- | -------------- |
| 2014      | Leung Ka-yu     | Fung Ka-hoo    | Lau Wan-yau    |
| 2015      | Fung Ka-hoo     | Leo Yip        | Lam Hiu-wang   |
| 2016      | Leo Yip         | Ho Kin-ming    | Lai Chun-kin   |
| 2017      | Ho Kwun-hei     | Ho Kin-ming    | Tso Kai-kwong  |
| 2018      | Chu Tsun-wai    | Ho Kwun-hei    | Ronnie Tse     |
| 2019      | Lam Shun-ming   | Wong Hei-nok   | Shi Shang-zhao |
| 2020-2021 | Pas organisé    | Pas organisé   | Pas organisé   |
| 2022      | Yau Ping-cheung | Alvin Ma       | Jacob Lee      |
| 2023      | Alvin Ma        | Wu Chun-yin    | Cheung Shi-ho  |
| 2024      | Wu Chun-yin     | Tsang Chak-hei | Pang Man-kin   |
| 2025      | Yip Hon-man     | Tsang Chak-hei | Jasper Lee     |